# Lacconectus holzschuhi
Lacconectus holzschuhi är en skalbaggsart som beskrevs av Michel Brancucci 1986. Lacconectus holzschuhi ingår i släktet Lacconectus och familjen dykare. Inga underarter finns listade i Catalogue of Life.